# Criança-soldado

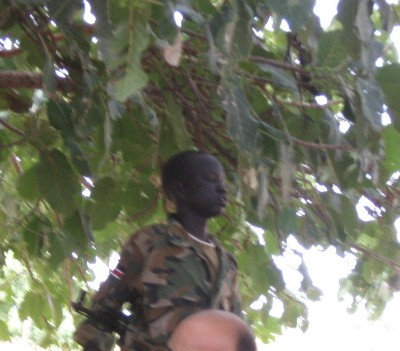
Uma criança soldado sudanesa, na África.

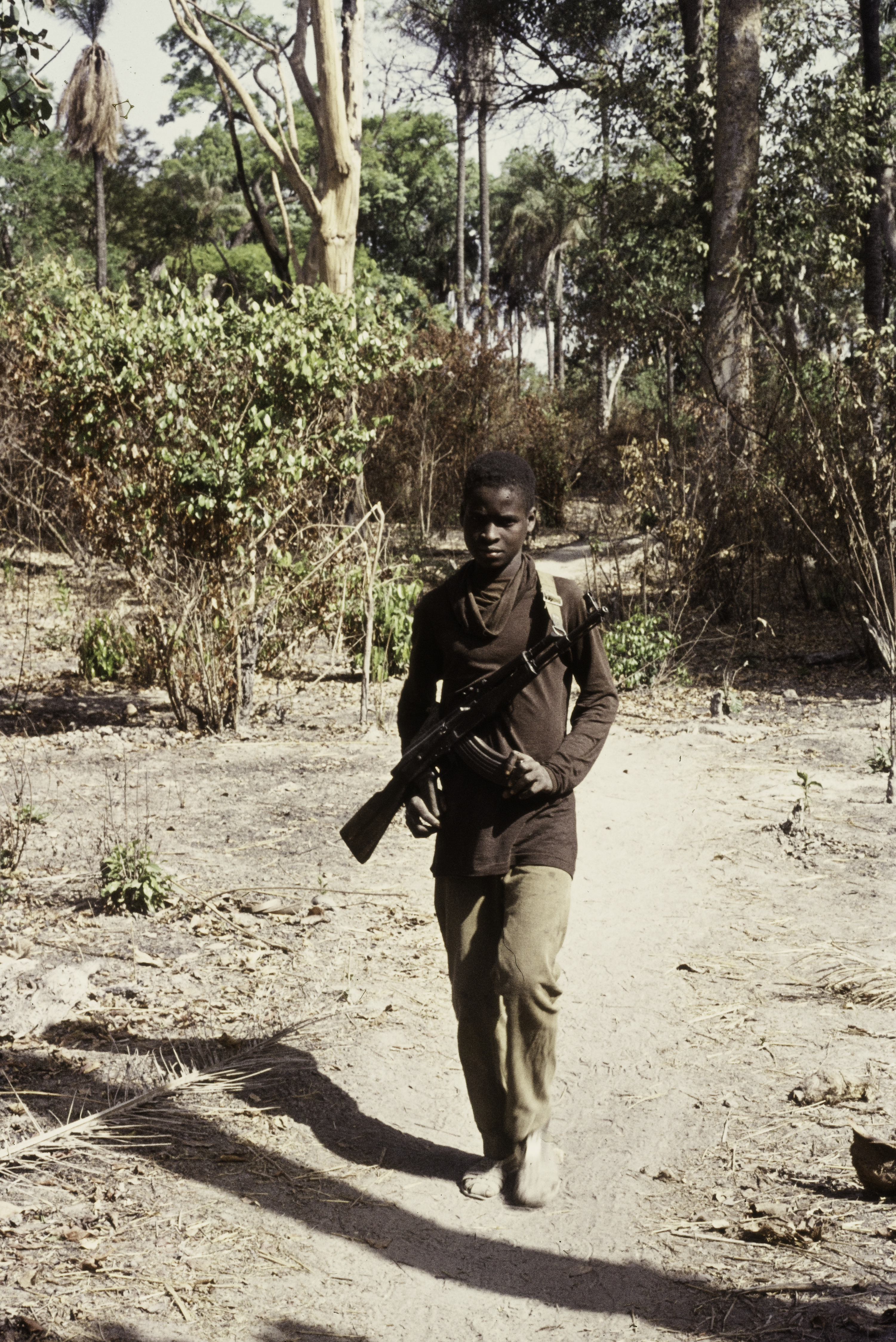
Escolta militar com fuzil AK-47 durante o caminho, Guinea-Bissau. Criança-soldado do PAIGC, 1974.

Criança-soldado é o termo que refere-se a menores que estão ativamente envolvidos em guerras e outros conflitos armados. Atuam não somente em combates, mas também servindo como cozinheiros, espiões, carregadores ou mensageiros.
Este tipo de organização existe principalmente na África e em países em guerra civil, onde não há organização legal para os exércitos. Porém não se restringe somente a cenários de guerra, existem crianças-soldado no crime organizado, principalmente o do narcotráfico.
Um dos relatos mais conhecidos de criança-soldado está no livro A Long Way Gone: Memoirs of a Boy Soldier, escrito por Ishmael Beah e publico em 2007, um ex-combatente de Serra Leoa.
O Conselho de Segurança da ONU estima um número de 300 mil crianças-soldados espalhadas por pelo menos 86 países.